# Heinrich von Maur
Heinrich von Maur, Karl Theodor Alexander Heinrich von Maur (19 de julio de 1863 en Ulm - 10 de abril de 1947 en Stuttgart) fue un general del Ejército Imperial Alemán durante la I Guerra Mundial quien se convirtió en SS Obergruppenführer.

## Biografía
En 1881 Maur se unió al 29º (2º Wurtemberg) Regimiento de Artillería de Campo. El 5 de febrero de 1883 fue promovido a teniente segundo. El 22 de marzo de 1913 fue promovido a Oberst y fue hecho comandante de su regimiento principal. Con el inicio de la I Guerra Mundial, su regimiento fue desplegado en el frente occidental y tomó parte en las batallas en Longwy, preparación para el cruce del Mosa en Varennes. Después el regimiento fue transferido al norte de Francia y luchó en Lille y en Ypres. En diciembre de 1914 la unidad fue transferida a Polonia y tomó parte en las batallas de Łowicz, Rawka y Bzura.
El 24 de diciembre de 1914 Maur renunció a su mando y fue nombrado comandante de la 79.ª Brigada de Artillería de Campo de Reserva, parte de la 79.ª División de Reserva. Después tomó parte en la segunda batalla de los lagos Masurianos. Después participó en las batallas en el Bobr y en la lucha en las trincheras en Augustow. En verano de 1915 tomó parte en la toma de la Fortaleza de Kovno. Después luchó en la batalla del Nemen y en octubre de 1915 en la batalla de Vilna y después en la guerra de trincheras en Krewo. El 27 de enero de 1916 Maur fue promovido a Mayor General. El 5 de junio de 1916 Maur retornó al frente occidental y tomó posesión del mando de la 26ª Brigada de Artillería de Campo de Reserva, que lideró durante la batalla del Somme. En febrero de 1917 Maur pasó a ser Comandante de Artillería n.º 122, pero el 12 de marzo de 1917 fue nombrado comandante de la 27ª División de Infantería, que servía de unidad de entrenamiento en Valenciennes. Seguidamente tomó parte en la batalla de Arras contra fuerzas británicas y australianas. Por su servicio en la batalla de Arras Maur recibió la orden Pour le Mérite el 20 de mayo de 1917. Después participó en la batalla de Passchendaele, después en la ofensiva de Meuse-Argonne, donde estuvo durante el Armisticio del 11 de noviembre de 1918.
Después de la guerra Maur fue desmovilizado y disolvió su unidad. El 1 de octubre de 1919 fue nombrado para encabezar la desmovilización del XIII Cuerpo (Wurtemberg). El 3 de noviembre de 1919 se retiró con el carácter de Teniente General.
En 1919 Maur asistió a clases en la Universidad Técnica de Stuttgart hasta 1921 cuando fue transferido a la Universidad de Tubinga. En febrero de 1922 recibió su doctorado de manos de Theodor von Pistorius, Profesor de Ciencias Políticas y Económicas, con su trabajo sobre el poder adquisitivo del dinero en la economía moderna.
Entre 1924 y 1938, Maur sirvió como Presidente de la Asociación de Soldados de Wurtemberg. El 13 de septiembre de 1936 se unió al Schutzstaffel (número de carné  276.907) y fue promovido a SS-Obergruppenführer el 19 de julio de 1944. Se convirtió en miembro del Partido Nazi el 1 de mayo de 1937 (número de carné 5.890.310). A Maur se le dio el carácter de General de Artillería el 27 de agosto de 1939, en el denominado Tannenbergtag.

## Condecoraciones
Condecoraciones:
- Orden de la Corona III
- Medalla al Servicio de Wurtemberg 1ª Clase
- Cruz de Hierro (1914) 2ª y 1ª clase
- Cruz de Caballero de la Orden del Mérito Militar de Wurtemberg el 1 de noviembre de 1914
- Comandante de la Orden de la Corona de Wurtemberg con espadas el 15 de agosto de 1916
- Orden del Águila Roja  II Clase con Espadas en octubre de 1916
- Orden al Mérito Militar Bávara II Clase con Espadas en marzo de 1917
- Comandante de 1ª clase de la Orden de Federico con espadas el 16 de noviembre de 1917